# Радмила Милентијевић
Радмила Милентијевић (Азања, код Смедеревске Паланке, 27. октобар 1931 — Њујорк, 20. септембар 2022) била је српски писац и историчар, професор емеритус на Градском колеџу у Њујорку. Већи део живота провела је у Америци. Била је министар у СР Југославији и Србији.

## Биографија
Рођена у тадашњем засеоку Влашки До варошице Азање, општина Смедеревска Паланка. Њен отац је био официр краљевске војске и после Другог светског рата одбио је да се врати у Југославију. Студирала је на Економском факултету у Београду. Радмила је 1953. године легално отишла из Југославије да посети свог оца у Паризу, у време када деца политичких емиграната нису могла лако да оду из земље. Из Париза је отишла у Чикаго, где је упознала епископа Дионисија Миливојевића, који је био очев познаник. Живела је у црквеним становима, а епископ Дионије је Радмили поклањао скупоцене поклоне. Због тога се причало да је она епископова љубавница и након скандала који је избио 1961. отишла је из Чикага.
Докторирала је 1970. године на Универзитету Колумбија у САД. Била је професор на Градском колеџу у Њујорку, где је предавала савремену европску историју. Била је министарка без портфеља 1992. у Влади Савезне Републике Југославије у време Милана Панића и министарка информисања 1997—1998 у Влади Србије коју је водио Мирко Марјановић. Патријарх српски Иринеј одликовао ју је 27. октобра 2015. у Азањи орденом Светога Саве другог степена, као великом добротвору Српске православне цркве.
Као донатор, обезбедила је средства за подизање споменика Књегињи Милици у Трстенику. Скулптура, рад вајара Драгољуба Димитријевића је свечано откривена 17. јануара 2016. године.